# IC 305
IC 305 est une galaxie elliptique située dans la constellation de Persée à environ 225 millions d'années-lumière de la Voie lactée. Elle a été découverte par l'astronome américain Sherburne Wesley Burnham en 1890.

## Groupe d'UGC 2709
IC 305 fait probablement partie du groupe d'UGC 2709, car elle est peut-être en interaction avec IC 304. Ce groupe compte au moins 5 galaxies. Quatre galaxies du groupe sont indiquées dans un article d'A.M. Garcia paru en 1993, soit IC 304, UGC 2637, UGC 2685 et UGC 2709. Il est assez étonnant que IC 305 ne figure pas dans la liste de Garcia, un oubli sans doute.